# Saint-Martin-en-Bresse
Saint-Martin-en-Bresse – miejscowość i gmina we Francji, w regionie Burgundia-Franche-Comté, w departamencie Saona i Loara.
Według danych na rok 1990 gminę zamieszkiwały 1603 osoby, a gęstość zaludnienia wynosiła 46 osób/km² (wśród 2044 gmin Burgundii Saint-Martin-en-Bresse plasuje się na 133. miejscu pod względem liczby ludności, natomiast pod względem powierzchni na miejscu 116.).